# Ne Win

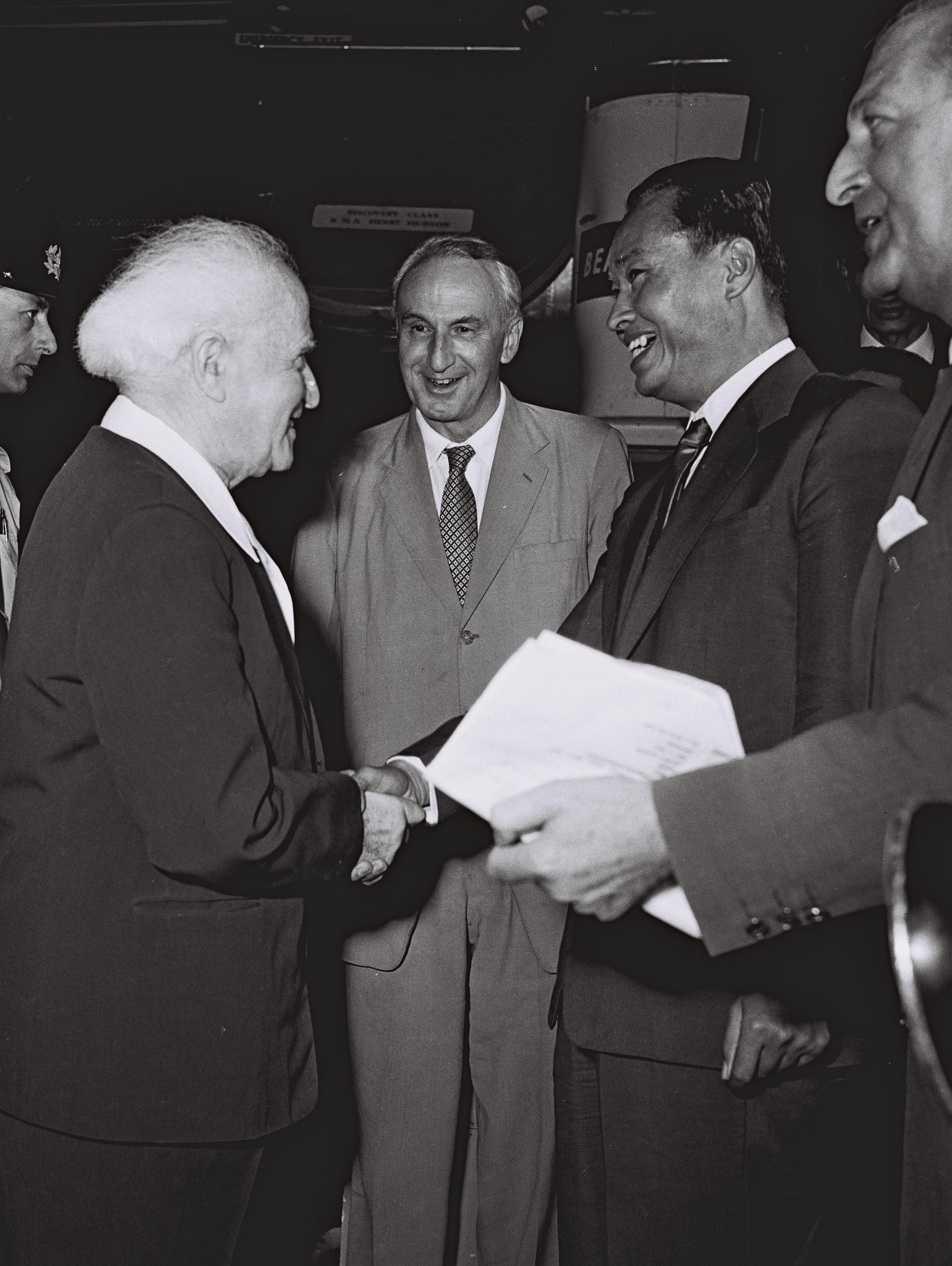
David Ben Gurion ontmoet generaal Ne Win

Ne Win (Paungdalè (Bago), 14 mei 1910 (sommige bronnen op 24 mei 1911) – Rangoon, 5 december 2002), geboren als Shu Maung was een Birmees militair en politicus. Hij was premier van 1958-1960 en president van 1962-1981.

## Levensloop
Ne Win was afkomstig uit Paugdi, bij de stad Pyin (Prome). In de jaren dertig werd Ne Win een actieve nationalist, die zich tegen het Britse koloniale bestuur verzette. Hij diende tijdens de Tweede Wereldoorlog van 1943-1945 als stafchef in het Birmese Nationale Leger van verzetsstrijder Aung San. In 1945 liep hij met zijn leger over naar de geallieerden, omdat hij weinig heil meer van de Japanse bezetters verwachtte. Na het onafhankelijk worden van Birma (Myanmar) in 1948 werd hij opperbevelhebber. Hij bestreed de opstandige bergvolken. Van 1958-1960 was hij premier. Na een verkiezingsnederlaag in 1960 trad hij af. 
In 1962 greep Ne Win de macht en vestigde een militaire dictatuur. Het parlementaire systeem werd door hem afgeschaft; Ne Win proclameerde in 1972 de Socialistische Republiek van de Unie van Birma. Ook nam hij in dat jaar ontslag uit het leger om burgerpresident te worden, aan het hoofd van een revolutionaire raad. Om controle over de Birmese economie te krijgen, werden driehonderdduizend buitenlanders het land uitgezet. De gevolgen waren rampzalig; de economische bedrijvigheid viel dramatisch terug doordat veel kennis, ervaring en kapitaal waren verdwenen. Daarnaast was de regering van Ne Win gedwongen veel middelen te gebruiken voor het bestrijden van de guerrilla van het Karen-volk in de Irrawaddy-delta in het noordelijk deel van het land. 
Ne Win trad in 1981 als president af, maar bleef op de achtergrond de sterke man.